# Tomasz Licak

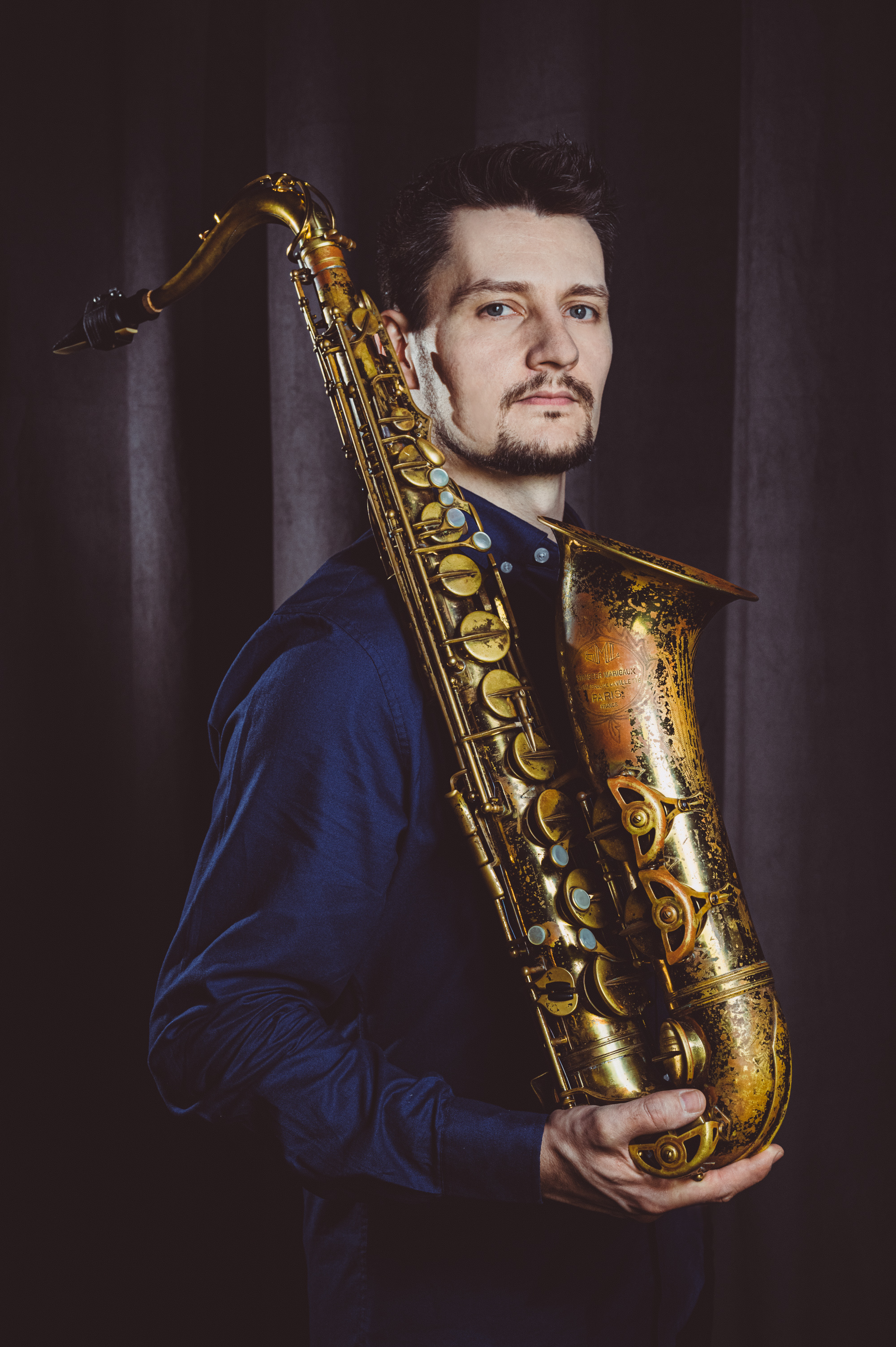
Tomasz Licak - saksofonista, kompozytor, pedagog

Tomasz Licak (ur. 9 czerwca 1986 w Szczecinie) – polski saksofonista jazzowy, kompozytor, aranżer, pedagog.

## Wykształcenie
Ukończył Syddansk Musikkonservatorium (Carl Nielsen Academy of Music) w duńskim Odense, uzyskując tytuł magistra na wydziale kompozycji oraz Rytmisk Musikkonservatorium w Kopenhadze.

## Zespoły
Koncertował i nagrywał w Polsce, Danii, Niemczech, Kenii i Tanzanii z zespołami:
- KRAN[2]
- Outbreak Quartet[3]
- Tomasz Licak Trio[4]
- Licak/Wośko Quartet[5]
- Tomasz Licak/Artur Tuźnik Quintet[6]
- Trouble Hunting[7]
- Simon Krebs
- The Beat Freaks[8]
- Damięcka/Licak Quartet[9]
- The Ears[10]

## Działalność pedagogiczna
Wykładowca Akademii Sztuki w Szczecinie
Kierownik i założyciel Pomeranian Youth Big Band

## Nagrody
- Nagroda Indywidualna Krokus Jazz Festival 2009[14]
- Grand Prix Bielskiej Zadymki Jazzowej 2010[15] (z zespołem Outbreak Quartet)
- Grand Prix Jazz nad Odrą w 2013[16](z zespołem Licak/Wośko Quartet)
- Laureat Stypendium Twórczego Miasta Szczecin[17]
- Laureat Stypendium Marszałka Województwa Zachodniopomorskiego[18]
- Honorowy Ambasador Szczecina (2021)[19]

## Dyskografia
- "Improvised Pop Songs" feat. Marek Kądziela (wyd. Tomasz Licak Music 2021)[20]
- "Flash Years" Mad Ship (wyd. Kold 2020)[21]
- "Pieśni Polskie vol. 1" Ilona Damięcka / Tomasz Licak Quintet (wyd. Tomasz Licak Music 2020)[22]
- "Stay Calm" The Beat Freaks (wyd. AMS 2019)[23]
- “Somebody Else With A Wrong Dog” Trouble Hunting (wyd. RecArt 2018)[24]
- “Leon” The Beat Freaks (wyd. Gateway 2017)[25]
- “The Zombie Chords” KRAN (wyd. ForTune 2016)[26]
- “Mono vs. Stereo” Chango (wyd. Big Flow 2016)[27]
- “Entrails United” Tomasz Licak/Radek Wosko Quartet (wyd. RecArt 2014)[28]
- “Tangola Project” Marek Kazana Project (wyd. Big Flow 2013)
- “Don’t feed the fears” Simon Krebs (wyd. Blackout 2012)[29]
- „Blur” Simon Krebs (wyd. Calibrated 2009)
- „K.R.A.N”  KRAN – (wyd. Gateway Music 2009)[30]
- „Last Call” The Outbreak Quartet (wyd. JazzForum 2010)[31]
- „Quintet” Licak/Tuźnik Quintet feat. Anders Mogensen  (wyd. Blackout 2011)[32]
- „Trouble Hunting” Tomasz Licak Sextet (wyd. Multikulti 2012)[33]